# شاخص ارز یورو
| ارز         | کد  | وزن در % |
| ----------- | --- | -------- |
| دلار آمریکا | USD | ۲۵       |
| استرلینگ    | GBP | ۲۵       |
| ین ژاپن     | JPY | ۲۵       |
| فرانک سوئیس | CHF | ۲۵       |

شاخص ارز یورو (EUR_I) نشان‌دهندهٔ نسبت حسابی چهار ارز اصلی دلار آمریکا، استرلینگ بریتانیا، ین ژاپن و فرانک سوئیس در برابر یوروست. همهٔ نسبت‌ها بر حسب واحد پول در هر یورو بیان می‌شود. این شاخص در سال ۲۰۰۴ توسط درگاه صرافی استوک دات کام راه‌اندازی شد.
شاخص ارز یورو می‌تواند قدرت یا ضعف یورو را نشان دهد. افزایش این شاخص نشان‌دهندهٔ افزایش ارزش یورو در برابر ارزهای موجود در سبد ارز است، و بالعکس. در حقیقت افزایش شاخص ارز یورو به معنای تمایل به کاهش قیمت کالاها است. این امر به ویژه در مورد قیمت کالاهای کشاورزی و قیمت نفت صادق است. حتی قیمت فلزات گران‌بها (همچون طلا و نقره) نیز با این شاخص همبستگی دارد.